# Kopparbo, Norrköping
Kopparbo är en småort i Krokeks socken i Norrköpings kommun som är den egentliga platsen för Kolmårdens Djurpark, cirka fem kilometer från samhället Krokek.